# Cheikh Arab Bouzgarene
Cheikh Arab Bouzgarene (en Kabyle : Cheɣ Aɛṛav Bouyzgaṛen, en Arabe : الشيخ أعراب), communément appelé Chikh Aarav est un chanteur algérien Kabyle, né à Djemâa-Saharidj (Algérie) le 27 mai 1917, décédé le 2 avril 1988.

## Biographie
Il passe son enfance dans son village natal en Kabylie situé à une trentaine de kilomètres à l'Est de la ville de Tizi Ouzou.
En 1942, il part à Alger et rencontre El Hadj Mhamed El Anka, il intègre sa troupe. Il immigre en France en 1946 et rencontre plusieurs artistes comme Cheikh El Hasnaoui, Slimane Azem, Bahia Farah, Fatma Zohra.
En 1950, Cheikh Arab Bouzgarene édite sa première chanson, Anfass anfass sur le thème de la condition d'un immigré en France. Le thème de l'immigration et de l'exil était très souvent abordé par les chanteurs de l'époque. Sa première chanson atteindra une notoriété sans précèdent. Elle est d’ailleurs reprise à ce jour par de nombreux chanteurs.
Après avoir interprété plusieurs titres incontournables, il meurt le 2 avril 1988 et repose au cimetière de Massy.
Cheikh Arab Bouzgarene laissera des œuvres telles que Besmellah fellak nebdou ou Amimezran.

## Discographie
L'œuvre de Cheikh Arab Bouzgarene se compose d'un seul album.